# 棚橋俊夫
棚橋 俊夫（たなはし としお、1960年（昭和35年） - ）は、日本の精進料理人。熊本県出身。NHK朝の連続テレビ小説『ほんまもん』の料理監修として知られる。

## 経歴
熊本県出身。
熊本大学教育学部附属中学校、真和高等学校卒業。
27歳から3年間、滋賀県大津市の禅寺月心寺の村瀬明道尼の下で修行。
1992年～2007年まで表参道に精進料理の店「月心居」を開き精進料理の素晴らしさを伝える。
現在は、是食キュリナリーインスティテュートを主宰し、精進料理を通して、野菜の素晴らしさや心身共に豊かな生活を提案するため、国内外で意欲的な活動を続けている。
また、2009年4月より京都造形芸術大学で「食藝プログラム」の教鞭をとっている。

## 出演

### テレビ出演
- 情熱大陸（毎日放送、2001年放送）
- Maverick Minds of Japan ニッポン先端人（NHKワールド、2006年放送）
- 超・人（BS-i、2007年放送）
- いのちの響（TBS、2007年放送）
- 元気がもらえる!5ッ星源泉宿（旅チャンネル、2009年放送）